# Mario Massetti
Mario Massetti (Roma, 21 maggio 1889 – Monte San Michele, 23 agosto 1915) è stato un avvocato, atleta e militare italiano.

## Biografia
Figlio di una famiglia della medio borghesia romana, nel 1909 fu podista della S.S.Lazio, assieme a suo fratello minore Ottorino.
Apprezzato avvocato, fu richiamato in servizio allo scoppio della grande guerra e inviato, come sottotenente al 151ª Brigata Sassari.
La Brigata Sassari il 21 luglio si era trasferita per ferrovia a Santa Maria la Longa alle dipendenze della XXV divisione. Durante Seconda battaglia dell'Isonzo, quattro battaglioni della Sassari passarono il fiume a Sdraussina combattendo ferocemente contro gli austriaci in località  Bosco Cappuccio. 
Il 23 agosto, in un'operazione da volontario tra il Monte San Michele e la località Bosco Cappuccio fu colpito al cuore da un proiettile sparato forse da un cecchino. Fu decorato con la medaglia di bronzo e poi sepolto, assieme al fratello, anch'egli caduto in combattimento, nel Sacrario militare di Redipuglia.